# Perù ai Giochi della XVII Olimpiade
Il Perù partecipò ai Giochi della XVII Olimpiade che si sono svolti a Roma dal 25 agosto all'11 settembre 1960, con una delegazione di 31 atleti impegnati in tre discipline per un totale di 8 competizioni.
Fu la quinta partecipazione di questo paese ai Giochi olimpici. Non furono conquistate medaglie.

## Risultati

### Calcio
| Atleta | Classifica |                 |
| --- | --- | --------------- |
| V · D · M Nazionale olimpica peruviana · Calcio ai Giochi Olimpici Estivi 1960 P H. Campos · P Salinas · D Boulanger · D E. Campos · D Carmona · D de Guevara · D Luña · C Arguedas · C Biselach · C Eral · A Altuna · A Cáceres · A Gallardo · A Guzmán · A Iwasaki · A Nieri · A Ramírez · A Ruiz · A Uribe · CT : Orth | 9° |                 |
| Nazionale olimpica peruviana · Calcio ai Giochi Olimpici Estivi 1960 | |                 |
| P H. Campos · P Salinas · D Boulanger · D E. Campos · D Carmona · D de Guevara · D Luña · C Arguedas · C Biselach · C Eral · A Altuna · A Cáceres · A Gallardo · A Guzmán · A Iwasaki · A Nieri · A Ramírez · A Ruiz · A Uribe · CT: Orth                                                                                 | P H. Campos · P Salinas · D Boulanger · D E. Campos · D Carmona · D de Guevara · D Luña · C Arguedas · C Biselach · C Eral · A Altuna · A Cáceres · A Gallardo · A Guzmán · A Iwasaki · A Nieri · A Ramírez · A Ruiz · A Uribe · CT: Orth | Perù (bandiera) |